# Carlos Valderrama Herrera
Carlos Valderrama Herrera (Trujillo, 1887-1950) fue músico, compositor y pianista peruano, ligado a la corriente del Nacionalismo y el Impresionismo musical. Nació en Trujillo, ciudad del departamento de la Libertad en el norte del territorio Peruano. Actualmente en la ciudad de Trujillo el centro de formación superior regional de música denominado Conservatorio Carlos Valderrama lleva su nombre. 
Su vocación siempre fue por la música, sin embargo debido al consejo de sus padres optó por estudiar la carrera de Ingeniero Eléctrico, desarrollando sus estudios en la Escuela de Electrónica de la Universidad de Cornell Nueva York. Allí encontró finalmente su vocación y se dedicó al estudio musical, llegando a ser un gran pianista y compositor. Regresó a Lima en 1918 donde ofreció una serie de recitales, actuó luego en el Carnegie Hall y llegó a realizar grabaciones en la Thomas Edison Phonograph Co.
Desde 1927 inició giras por diversas ciudades del Perú y América, ofreciendo conciertos basados en sus propias obras, dirigiendo y presentando numerosas obras corales y sinfónicas sobre la base de ritmos folklóricos. 

## Obras musicales
Entre sus obras más conocidas se encuentran:
La marcha "Los Peruanos Pasan", una célebre marcha militar. Esta marcha compuesta en clásico dos por cuatro, es una de las más reconocidas mundialmente por su gran marcialidad, sentimiento y nivel expresivo. Interpretada en actos oficiales peruanos, es tradicional en el desfile anual de fiestas patrias y en ceremonias de importancia civil y militar.
Entre otras sus obras se incluyen:
- La opera ballet Inti Raymi
- Tristeza Andina
- La pampa y la puna
- Corazón vuelve a llorar
- La Canción del Arriero
- Los Funerales del Inca
- In Memoriam, Las Campanas de María Angola
- La Canción de la Lágrima que no se ha llorado
- Canción de Cuna
- Plegaria al Sol.
- Concierto para piano y orquesta
- Himno al Sol

MN

## Homenajes
De manera póstuma, su viuda Haydée Hoyle de Valderrama recibió la Orden “Al Mérito por Servicios Distinguidos” en el Grado de Comendador.
Siendo esta entregada por el viceministro de Relaciones Exteriores, el embajador Armando Lecaros de Cossío.
El Instituto Nacional de Cultura expidió una Resolución Directoral declarando Patrimonio Cultural de la Nación Peruana, la composición "La Pampa y la Puna", que es considerado el himno nacional no oficial del Perú.
En el año 2019, la familia Valderrama, por decisión de la viuda del compositor, Haydeé Hoyle de Valderrama, donó al Conservatorio Regional de Música Carlos Valderrama, un busto de bronce de Carlos Valderrama, que fue traído al Perú por el B.A.P. Unión, desde el puerto de Boston (Massachusets-EEUU), gracias a gestiones realizadas ante la Marina de Guerra del Perú,  por el director general del Conservatorio, Pianista Carlos Paredes Abad y la familia del Compositor. Una nutrida delegación familiar asistió a la develación del busto que hoy obra en el Patio del Conservatorio Carlos Valderrama.